# Барбадос на летних Олимпийских играх 2016

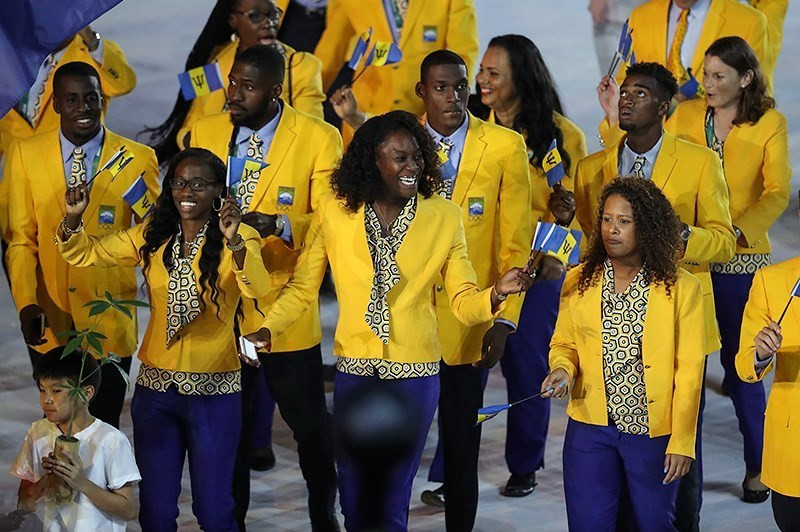
Спортивная делегация Барбадоса на церемонии открытия игр

Барбадос на летних Олимпийских играх 2016 года был представлен 11 спортсменами в 5 видах спорта. Знаменосцем сборной Барбадоса на церемонии открытия Игр стал призёр крупных международных соревнований легкоатлет Рамон Гиттенс, а на церемонии закрытия — легкоатлетка Акела Джонс, которая заняла 20-е место в семиборье. По итогам соревнований на счету барбадосских спортсменов не оказалось ни одной награды. Эти Игры стали для Барбадоса уже двенадцатыми по счету и по прежнему на счету сборной значится лишь одна медаль, завоёванная Обаделе Томпсоном в мужском беге на 100 метров на Играх 2000 года в Сиднее.

## Состав сборной
Лёгкая атлетика
1. Рамон Гиттенс
2. Леви Кадоган
3. Беркхарт Эллис
4. Кирре Беклз
5. Тиа-Адана Белль
6. Акела Джонс

 Плавание
1. Алекс Соберс
2. Лани Кабрера

 Стрельба
1. Майкл Мэскелл

 Теннис
1. Дариан Кинг

 Триатлон
1. Джейсон Уилсон

## Результаты соревнований

### Водные виды спорта

#### Плавание
В следующий раунд на каждой дистанции проходят спортсмены, показавшие лучший результат, независимо от места, занятого в своём заплыве.
Мужчины
| Дистанция                 | Спортсмены   | Предварительный раунд | Предварительный раунд | Предварительный раунд | Полуфинал     | Полуфинал     | Полуфинал     | Финал                | Финал                |
| Дистанция                 | Спортсмены   | Заплыв                | Результат             | Место                 | Заплыв        | Результат     | Место         | Результат            | Место                |
| ------------------------- | ------------ | --------------------- | --------------------- | --------------------- | ------------- | ------------- | ------------- | -------------------- | -------------------- |
| 400 метров вольным стилем | Алекс Соберс | 3                     | 3:59,97               | 44                    | Не проводится | Не проводится | Не проводится | Завершил выступление | Завершил выступление |

Женщины
| Дистанция                 | Спортсмены   | Предварительный раунд | Предварительный раунд | Предварительный раунд | Полуфинал     | Полуфинал     | Полуфинал     | Финал                 | Финал                 |
| Дистанция                 | Спортсмены   | Заплыв                | Результат             | Место                 | Заплыв        | Результат     | Место         | Результат             | Место                 |
| ------------------------- | ------------ | --------------------- | --------------------- | --------------------- | ------------- | ------------- | ------------- | --------------------- | --------------------- |
| 400 метров вольным стилем | Лани Кабрера | 1                     | 4:28,95               | 30                    | Не проводится | Не проводится | Не проводится | Завершила выступление | Завершила выступление |

### Лёгкая атлетика
Лёгкая атлетика остаётся единственным видом спорта, в котором Барбадос был представлен на каждых Играх.
Мужчины
Беговые дисциплины
| Дисциплина        | Спортсмен      | Предварительный раунд | Предварительный раунд | Предварительный раунд | Четвертьфиналы | Четвертьфиналы | Четвертьфиналы | Полуфиналы | Полуфиналы | Полуфиналы | Финал | Финал |
| Дисциплина        | Спортсмен      | Забег                 | Время                 | Место                 | Забег          | Время          | Место          | Забег      | Время      | Место      | Время | Место |
| ----------------- | -------------- | --------------------- | --------------------- | --------------------- | -------------- | -------------- | -------------- | ---------- | ---------- | ---------- | ----- | ----- |
| бег на 100 метров | Рамон Гиттенс  |                       |                       |                       |                |                |                |            |            |            |       |       |
| бег на 200 метров | Рамон Гиттенс  |                       |                       |                       | не проводится  | не проводится  | не проводится  |            |            |            |       |       |
| бег на 200 метров | Леви Кадоган   |                       |                       |                       | не проводится  | не проводится  | не проводится  |            |            |            |       |       |
| бег на 200 метров | Беркхарт Эллис |                       |                       |                       | не проводится  | не проводится  | не проводится  |            |            |            |       |       |

Женщины
Беговые дисциплины
| Дисциплина                    | Спортсмен       | Предварительный раунд | Предварительный раунд | Предварительный раунд | Четвертьфиналы | Четвертьфиналы | Четвертьфиналы | Полуфиналы | Полуфиналы | Полуфиналы | Финал | Финал |
| Дисциплина                    | Спортсмен       | Забег                 | Время                 | Место                 | Забег          | Время          | Место          | Забег      | Время      | Место      | Время | Место |
| ----------------------------- | --------------- | --------------------- | --------------------- | --------------------- | -------------- | -------------- | -------------- | ---------- | ---------- | ---------- | ----- | ----- |
| бег на 100 метров с барьерами | Кирре Беклз     |                       |                       |                       | не проводится  | не проводится  | не проводится  |            |            |            |       |       |
| бег на 400 метров с барьерами | Тиа-Адана Белль |                       |                       |                       | Не проводится  | Не проводится  | Не проводится  |            |            |            |       |       |

Технические дисциплины
| Дисциплина      | Спортсмен   | Квалификация | Квалификация | Финал     | Финал |
| Дисциплина      | Спортсмен   | Результат    | Место        | Результат | Место |
| --------------- | ----------- | ------------ | ------------ | --------- | ----- |
| прыжок в высоту | Акела Джонс |              |              |           |       |

Многоборье
| Дисциплина | Спортсмен   | Параметр  | 100 м с/б | высота | ядро | 200 м | длина | копьё | 800 м | Всего очков | Итоговое место |
| ---------- | ----------- | --------- | --------- | ------ | ---- | ----- | ----- | ----- | ----- | ----------- | -------------- |
| семиборье  | Акела Джонс | Результат |           |        |      |       |       |       |       |             |                |
| семиборье  | Акела Джонс | Очки      |           |        |      |       |       |       |       |             |                |
| семиборье  | Акела Джонс | Место     |           |        |      |       |       |       |       |             |                |

### Стрельба
В январе 2013 года Международная федерация спортивной стрельбы приняла новые правила проведения соревнований на 2013—2016 года, которые, в частности, изменили порядок проведения финалов. Во многих дисциплинах спортсмены, прошедшие в финал, теперь начинают решающий раунд без очков, набранных в квалификации, а финал проходит по системе с выбыванием. Также в финалах после каждого раунда стрельбы из дальнейшей борьбы выбывает спортсмен с наименьшим количеством баллов. В скоростном пистолете решающие поединки проходят по системе попал-промах. В стендовой стрельбе добавился полуфинальный раунд, где определяются по два участника финального матча и поединка за третье место.
Мужчины
| Соревнование | Спортсмены    | Квалификация | Квалификация | Полуфинал | Полуфинал | Финал               | Финал |
| Соревнование | Спортсмены    | Результат    | Место        | Результат | Место     | Соперник/ Результат | Место |
| ------------ | ------------- | ------------ | ------------ | --------- | --------- | ------------------- | ----- |
| скит         | Майкл Мэскелл |              |              |           |           |                     |       |

### Теннис
Соревнования прошли на кортах олимпийского теннисного центра. Теннисные матчи проходили на кортах с твёрдым покрытием DecoTurf, на которых также проходит и Открытый чемпионат США.
Мужчины
| Соревнование     | Спортсмены  | 1/32 финала                   | 1/16 финала          | 1/8 финала           | Четвертьфинал        | Полуфинал            | Финал                | Место                |
| Соревнование     | Спортсмены  | Соперник Результат            | Соперник Результат   | Соперник Результат   | Соперник Результат   | Соперник Результат   | Соперник Результат   | Место                |
| ---------------- | ----------- | ----------------------------- | -------------------- | -------------------- | -------------------- | -------------------- | -------------------- | -------------------- |
| одиночный разряд | Дариан Кинг | USAС. Джонсон (12) П 3:6, 2:6 | Завершил выступление | Завершил выступление | Завершил выступление | Завершил выступление | Завершил выступление | Завершил выступление |

### Триатлон
Соревнования по триатлону пройдут на территории форта Копакабана. Дистанция состоит из 3-х этапов — плавание (1,5 км), велоспорт (43 км), бег (10 км).
Мужчины
| Соревнование              | Спортсмены     | Плавание | Смена | Велоспорт | Смена | Бег | Итоговое время | Место | Отставание |
| ------------------------- | -------------- | -------- | ----- | --------- | ----- | --- | -------------- | ----- | ---------- |
| индивидуальное первенство | Джейсон Уилсон |          |       |           |       |     |                |       |            |